# 中薩塞克斯 (英國國會選區)
中薩塞克斯（英語：Mid Sussex），英國國會一郡選區，位於英格蘭東南部西薩塞克斯郡東北部，包括中薩塞克斯中部。
始設於1974年。本區一直支持保守黨。他在2010年大選中尼古拉斯·索梅斯以50.7%選票勝出該區成功連任。